# Минербе
Минѐрбе (на италиански и на венециански: Minerbe) е малко градче и община в Северна Италия, провинция Верона, регион Венето. Разположено е на 16 m надморска височина. Населението на общината е 4619 души (към 2015 г.).